# Rundblättriger Flieder
Der Rundblättrige Flieder (Syringa oblata) ist ein großer Strauch oder kleiner Baum mit lilafarbenen Blüten aus der Familie der Ölbaumgewächse (Oleaceae). Das natürliche Verbreitungsgebiet liegt im Norden von China und in Korea. Es werden zwei Unterarten unterschieden. Die Art wird manchmal als Zierstrauch verwendet. 

## Beschreibung
Der Rundblättrige Flieder ist ein bis zu 5 Meter hoher, breit aufrechter bis ausgebreiteter Strauch oder Baum mit dicken, kahlen bis flaumhaarigen Zweigen. Endknospen fehlen. Die Laubblätter haben einen 1 bis 3 Zentimeter langen Stiel. Die Blattspreite ist einfach, derb, 2,5 bis 10 selten bis 14 Zentimeter lang und 2,5 bis 8 selten bis 15 Zentimeter breit, eiförmig, eiförmig-rundlich oder nierenförmig, mit plötzlich spitzer bis lang zugespitzter Spitze und mehr oder weniger herzförmiger, gestutzter oder breit keilförmiger Basis. Beide Seiten sind glänzend grün, kahl, behaart oder zottig behaart und verkahlend. Die Herbstfärbung ist auffallend weinrot.
Die Blüten wachsen in 4 bis 16 selten bis 20 Zentimeter langen und 3 bis 8 selten bis 10 Zentimeter durchmessenden, aufrecht stehenden und fein behaarten, dichten oder lockeren Rispen. Die Blütenstiele sind 0 bis 3 Millimeter lang, kahl oder flaumig behaart. Der Kelch ist 2 bis 3 Millimeter lang. Die Blütenkrone ist purpurfarben, lila oder manchmal weiß. Die Kronröhre ist 0,6 bis 1,7 selten bis 2,2 Zentimeter lang und mehr oder weniger zylindrisch. Die Kronzipfel sind 4 bis 8 selten 10 Millimeter lang, eiförmig-rundlich, länglich oder verkehrt-eiförmig-rundlich und ausgebreitet. Die Staubbeutel sind gelb und liegen zwischen der Mitte der Kronröhre bis knapp unter dem Schlund. 
Als Früchte werden 0,7 bis 1,5 selten 2 Zentimeter lange, verkehrt-eiförmig-elliptische, eiförmige oder länglich-lanzettliche, glatte Kapseln gebildet.
Die Chromosomenzahl beträgt 2n = 46.

## Verbreitung
Das natürliche Verbreitungsgebiet liegt in China in den Provinzen Gansu, Hebei, Henan, Jilin, Liaoning, Ningxia, Qinghai, Shaanxi, Shandong, Shanxi, Sichuan und der Inneren Mongolei und auf der Koreanischen Halbinsel. Der Rundblättrige Flieder wächst in Wäldern, Dickichten, Tälern, entlang von Flussläufen und auf kiesigen Hügeln in Höhen von 100 bis 2600 Metern auf mäßig trockenen bis frischen, schwach sauren bis stark alkalischen, sandigen, kiesigen oder lehmigen, nährstoffreichen Böden an sonnigen Standorten. Die Art ist wärmeliebend und meist frosthart.

## Systematik
Der Rundblättrige Flieder (Syringa oblata) ist eine Art aus der Gattung der Flieder (Syringa) in der Familie der Ölbaumgewächse (Oleaceae). Dort wird sie der Tribus Oleeae zugeordnet. Die Art wurde von John Lindley 1859 erstmals wissenschaftlich beschrieben. Der Gattungsname Syringa wurde von Linné 1753 gewählt, zuvor ab etwa dem 16. Jahrhundert wurde der Name sowohl für den Gemeinen Flieder (Syringa vulgaris) als auch für den Europäischen Pfeifenstrauch (Philadelphus coronarius) verwendet. Er kann wahrscheinlich von der griechischen „syrinx“ abgeleitet werden, einem Blasinstrument, das man aus den Ästen des Pfeifenstrauchs herstellen kann. Das Artepitheton oblata stammt aus dem Lateinischen und bedeutet „breitrund“. Es bezieht sich damit auf die Form der Blätter.
Es werden zwei Unterarten unterschieden:
- Syringa oblata subsp. dilatata (Nakai) P.S. Green & M.C. Chang bildet 1 bis 3 Meter hohe, reich verzweigte Sträucher. Die Blattspreite ist 3 bis 10 Zentimeter lang und 2,5 bis 8 Zentimeter breit, eiförmig bis eiförmig-rundlich, mit kurz bis lang zugespitztem Ende und gestutzter bis breit keilförmiger oder selten mehr oder weniger herzförmiger Basis. Die Rispen sind locker, 5 bis 10 Zentimeter lang und etwa 8 Zentimeter breit. Der Kelch ist 2 Millimeter lang, die Blütenkrone lilafarben, rötlichlila oder violettlila, manchmal auch weiß. Die Kronröhre ist 1 bis 1,7 selten bis 2,2 Zentimeter lang, die Kronzipfel sind länglich-elliptisch und 5 bis 8, selten bis 10 Millimeter lang. Die Staubbeutel liegen etwa in der Mitte der Kronröhre. Die Früchte sind 7 bis 12 selten 15 Millimeter lang. Die Unterart blüht von Mai bis Juni, die Früchte reifen im September. Das Verbreitungsgebiet liegt auf kiesigen Hügeln in Höhen von 100 bis 700 Metern in den chinesischen Provinzen Jilin und Liaoning und in Korea. Pflanzen mit eher lilafarbenen Blüten und Pflanzen mit weißen Blüten werden unterschiedlichen Formen (f. oblata und f. alba) zugeordnet. Das Taxon wurde ursprünglich von Nakai Takenoshin als eigene Art Syringa dilatata (Synonym) beschrieben, bevor es durch Peter Shaw Green und Mei Chen Chang 1995 als Unterart Syringa oblata zugeordnet wurde.[8]
- Syringa oblata subsp. oblata  bildet bis zu 5 Meter hohe Sträucher oder kleine Bäume. Die Blattspreite ist 2,5 bis 10 selten auch 14 Zentimeter lang und 2,5 bis 8 selten bis 15 Zentimeter breit, eiförmig-rundlich bis nierenförmig, mit plötzlich spitzem bis zugespitztem Ende und gestutzter bis meist mehr oder weniger herzförmiger Basis. Die Rispen sind dicht oder locker, 4 bis 16 selten bis 20 Zentimeter lang und 3 bis 7 selten 10 Zentimeter breit. Der Kelch ist etwa 3 Millimeter lang, die Blütenkrone purpurn oder manchmal auch weiß. Die Kronröhre ist 0.6 bis 1,4 Zentimeter lang, die Kronzipfel sind eiförmig-elliptisch bis verkehrt-eiförmig-elliptisch und 4 bis 6 Millimeter lang. Die Staubbeutel liegen 0 bis 4 Millimeter unterhalb der Kronröhrenöffnung. Die Früchte sind 10 bis 15 selten 20 Millimeter lang. Die Unterart blüht von April bis Mai, die Früchte reifen von Juni bis Oktober. Das Verbreitungsgebiet liegt in Wäldern, Dickichten, Tälern und entlang von Flussläufen in 300 bis 2600 Metern Höhe in den chinesischen Provinzen Gansu, Hebei, Henan, Jilin, Liaoning, die Innere Mongolei, Ningxia, Qinghai, Shaanxi, Shandong, Shanxi und im Nordwesten von Sichuan.[9] Manche Autoren unterscheiden noch die Varietät var. giraldii mit stärker zugespitzten Blättern, purpurlilafarbenen Blüten mit purpur-violettem Kelch in schlanken, 10 bis 15 Zentimeter langen, lockereren Rispen.[10][2]

## Verwendung
Der Rundblättrige Flieder wird aufgrund seiner dekorativen und duftenden Blüten als Zierstrauch verwendet. Weißblütige Vertreter der Unterart oblata werden auch als Kultivar 'alba' geführt.

## Nachweise